# Kabinietnoje
Kabinietnoje (ros. Кабинетное) – wieś (sieło) w Rosji, w obwodzie nowosybirskim, w rejonie czułymskim. W 2010 liczyła 1090 mieszkańców.